# Чагарники та луки острова Кліппертон
Чагарники та луки острова Кліппертон (ідентифікатор WWF: NT0705) — неотропічний екорегіон тропічних та субтропічних луків, саван і чагарників, розташований на острові Кліппертон в Тихому океані.

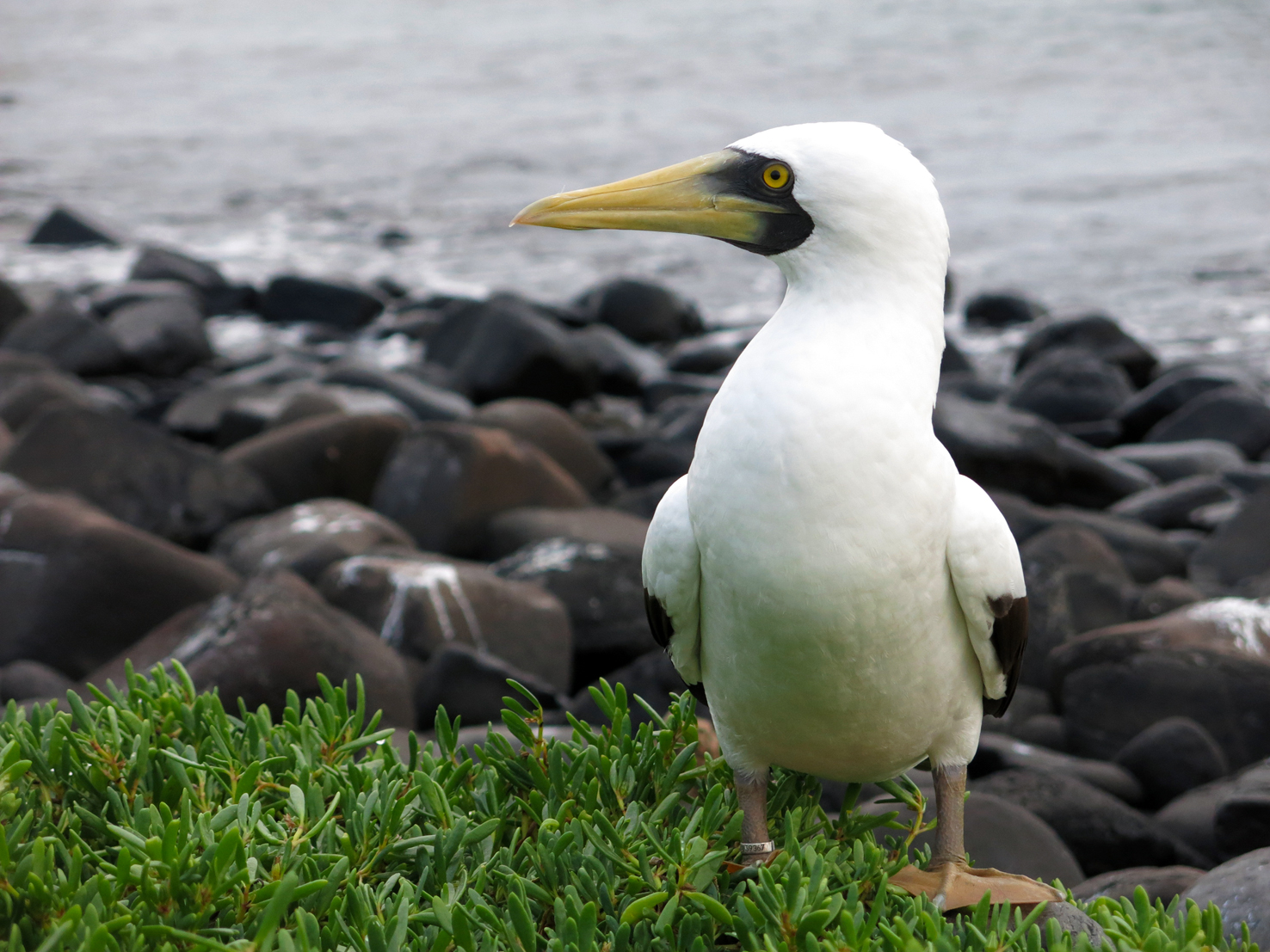
Жовтодзьоба сула (Sula dactylatra)

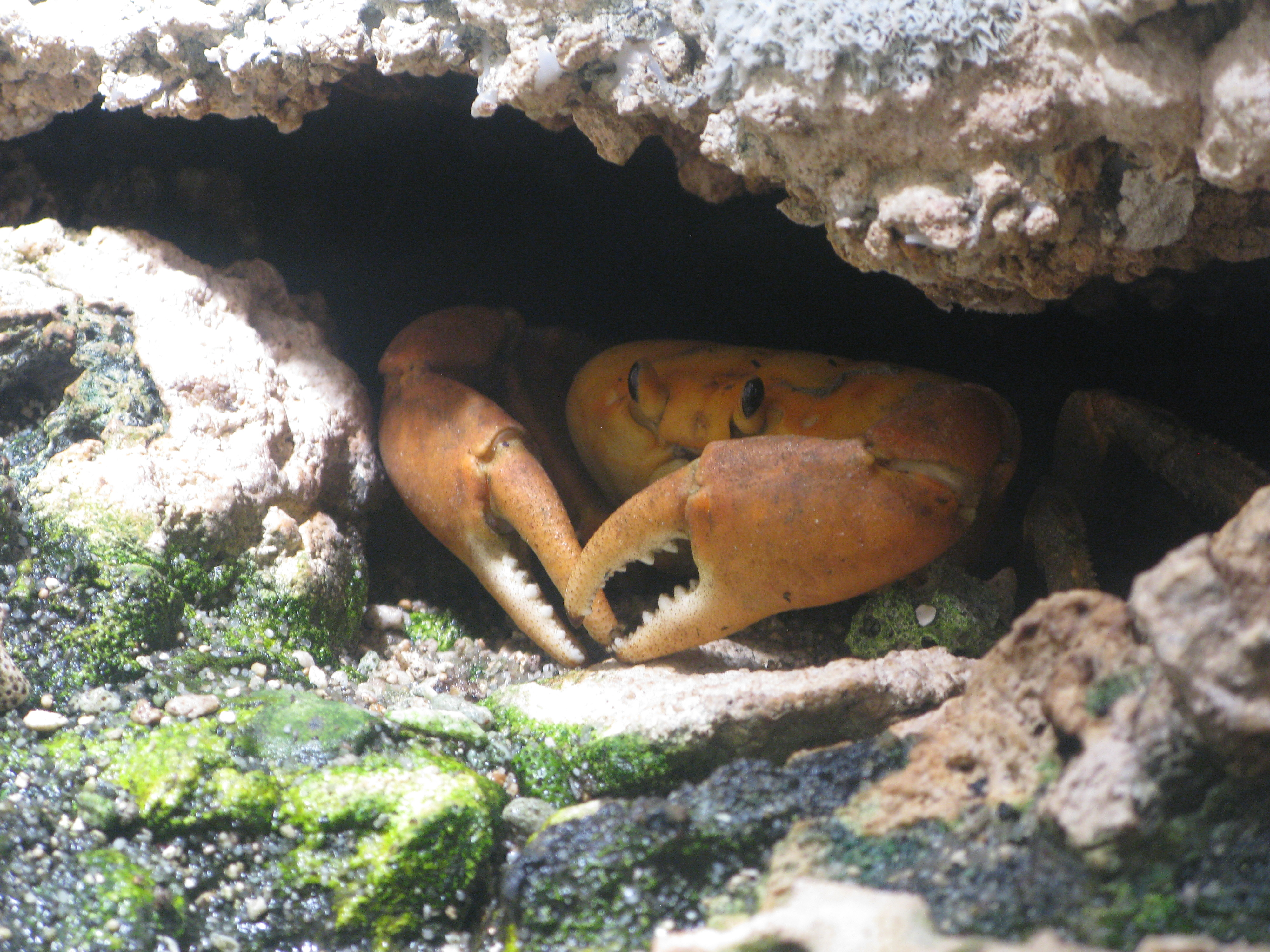
Кліпертонський краб (Johngarthia oceanica)

## Географія
Екорегіон чагарників та луків острова Кліппертон охоплює безлюдний французький атол Кліппертон — єдиний кораловий острів, розташований у східній частині Тихого океану. Цей острів лежить за 1080 км на південний захід від Мексики та за 945 км на південь від найближчого суходолу — острова Сокорро в архіпелазі Ревільяхіхедо. Однак незважаючи на свою відносну близькість до Північної Америки, його часто вважають однією з найсхідніших точок Океанії через подібність його морської фауни та морської фауни Гаваїв і островів Лайн в Кірибаті. 
Острів Кліппертон є єдиною надводною частиною Східнотихоокеанського підняття. Цей кільцеподібний атол, який з усіх боків оточує центральну лагуну, має довжину близько 8 км. Ширина атола в середньому становить 100-200 м, хоча на заході вона досягає 400 м, а на північному сході вона звужується до 45 м, що іноді дозволяє океанічним хвилям досягати лагуни. Острів оточений рифом, що іноді оголюється під час відпливу. Закриття центральної лагуни приблизно 170 років тому та припинення доступу до неї морської води призвело до формування мероміктного озера з дуже сильним галоклином (вертикальним градієнтом солоності). Поверхневі води лагуни практично прісні та високоевтрофні, а нижні шари солоні, насичені сірководнем та безкисневі. Майже 45 % поверхні лагуни вкриті рослинністю. Загалом острів Кліппертон має низький рельєф, за винятком скелі Кліппертон заввишки 29 м — вулканічної пробки, що є єдиним видимим залишком вулкану, на вершині якого утворився кораловий атол.

## Клімат
На острові Кліппертон панує тропічний екваторіальний клімат (Af за класифікацією кліматів Кеппена). Середня температура тут становить 20-32 °C, а середньорічна кількість опадів — від 3000 до 5000 мм. З травня по жовтень в регіоні триває сезон дощів, а з квітня по вересень тут часто трапляються тропічні циклони.

## Флора
Історичні свідчення, залишені людьми, що відвідували острів у 1711, 1825 та, ймовірно, в 1839 роках, вказують на те, що початково Кліппертон був вкритий невисокою травою та чагарниками. Здається, чагарникова рослинність зникла на острові десь між 1858 і 1917 роками; коли Снодграсс і Геллер відвідали острів у 1898 році, вони повідомили, що «на острові немає жодної місцевої рослини…». Існує гіпотеза, що рослинність могла бути знищена тропічним штормом і потім не змогла відновитися через велику популяцію наземних крабів. Після того, як на острові почали добувати гуано, і на острів були завезені свині, флора Кліппертону змогла відновитися, оскільки свині допомагали контролювати чисельність крабів. Наприкінці XIX — на початку XX століть, коли острів намагалися колонізувати, флора острова збільшилася за рахунок інтродукції чужорідних видів; так у 1897 році на острів потрапили кокосові пальми (Cocos nucifera).
На момент візиту на Кліппертон французької ботанікині Марі-Елен Саше у 1958 році острів був вкритий розрідженим рослинним покривом, що складався з колючої трави, невисоких чагарників, повзучих кручених паничів (Ipomoea spp.). та невеликих насаджень кокосових пальм (Cocos nucifera). На низькотравних луках Кліппертону переважали піонерні види, нещодавно інтродуковані на острові. Однак Саше припускала, що деякі види осок, солонолюбні геліотропи (Heliotropium curassavicum) та городній портулак (Portulaca oleracea) є місцевими видами.
На північно-західній стороні атолу переважають південні гострянки (Cenchrus echinatus), ромболисті сіди (Sida rhombifolia) та в'юнкі джути (Corchorus aestuans). Ці рослини утворюють невисокий чагарниковий покрив заввишки до 30 см разом з іншими видами, зокрема простертими екліптами (Eclipta prostrata), гіркими філлантусами (Phyllanthus amarus) та американським пасльоном (Solanum americanum), а також з високою салатною гірчицею (Brassica juncea). Острівці в лагуні переважно вкриті осокою та прибережними крученими паничами (Ipomoea pes-caprae). 
Унікальною особливістю Кліппертону є те, що його рослинність формує паралельні ряди видів, причому щільні ряди високих рослин чергуються з рядами нижчої, більш відкритої рослинності. Вважається, що це є результатом методу видобутку фосфатів шляхом копання траншей, який використовували добувачі гуано.

## Фауна
На острові Кліппертон гніздяться сотні тисяч морських птахів, що належать до 13 видів, а ще 26 видів птахів регулярно відвідують острів. Серед птахів, що гніздяться в екорегіоні, слід відзначити білого крячка (Gygis alba), бурого крячка (Anous stolidus), атолового крячка (Anous minutus), строкатого крячка (Onychoprion fuscatus), жовтодзьобу сулу (Sula dactylatra), червононогу сулу (Sula sula), білочереву сулу (Sula leucogaster), насканську сулу (Sula granti) та тихоокеанського фрегата (Fregata minor). В лагуні регулярно зустрічаються качки та латиноамериканські курочки (Gallinula galeata). Іноді острів відвідують перелітні наземні птахи, які відпочивають на Кліппертоні під час зимових подорожей південною півкулею. BirdLife International визнає острів Кліппертон важливою орнітологічною територією через найбільшу у світі гніздову колонію жовтодзьобих сул, яка нараховує 110 000 особин.
Єдиними наземними тваринами, поширеними на острові, є мільйони майже ендемічних сухопутних кліпертонських крабів (Johngarthia oceanica), два види інтродукованих плазунів — тихоокеанські дтелли (Gehyra insulensis) та міднохвості сцинки (Emoia cyanura), а також чорні пацюки (Rattus rattus), які, ймовірно, потрапили на Кліппертон внаслідок аварії великих риболовецьких суден поблизу острова у 1999 і 2000 роках.
Кліппертон розташований на краю Східнотихоокеанського бар'єру — найбільшого у світі глибоководного бар'єру для розповсюдження морських берегових організмів. Води навколо острова характеризуються незвичайним скупченням індо-тихоокеанських та панамських видів рослин і тварин. Серед рифів, що оточують острів, спостерігається назвичайно висока концентрація ендемічних риб та інших організмів. Цілком можливо, що Кліппертон відіграє важливу роль у зв'язку між двома морськими біорегіонами.

## Збереження
Послід морських птахів, який накопичувався на острові впродовж століть, містить багато фосфатів, яких можна використовувати як добриво. Видобуток цього природного ресурсу, гуано, почався на острові наприкінці XIX століття, а у 1906 році на Кліппертоні навіть було засноване невелике поселення. До 1914 року на острові проживало 100 людей, а судно постачання щомісяця прибувало з Акапулько. На початку громадянської війни в Мексиці корабель з континенту припинив прибувати. Більшість колоністів померли від голоду і хвороб, і лише у 1917 році останні вцілілі кліппертонці — чотири жінки і сім дітей, були врятовані американським кораблем. Після цього острів залишався безлюдним, за винятком одного епізоду, коли на короткий період під час Другої світової війни він був окупований американськими військами. Покинуте військове спорядження та руїни маяка все ще присутні на острові як згадка про ті події.
Наприкінці XIX століття на острів Кліппертон були завезені свині, які поїдали рослини, крабів та пташині яйця. Свині зменшили популяцію крабів, що, в свою чергу, дозволило лукам покрити близько 80 % поверхні суходолу. У 1958 році острів відвідав орнітолог Кен Стагер з природничного музею Лос-Анджелеса. Приголомшений тим, що дикі свині нападають на колонії білочеревих та жовтодзьобих сул (які на той момент скоротилися до 500 і 150 птахів відповідно), Стагер дістав рушницю та особисто вбив усіх 58 свиней. До 2003 року на острові гніздилося вже 25 000 білочеревих сул та 112 000 жовтодзьобих сул, що зробило Кліппертон домом для другої за величиною колонії білочеревих сул та найбільшої колонії жовтодзьобих сул у світі.
Винищення свиней спричинило зникнення місцевої рослинності, оскільки популяція наземних крабів відновилася. Коли у 2001 році острів відвідав Крістіан Йост, він здебільшого являв собою піщану пустелю з лише 674 пальмами. Лише п'ять острівців у лагуні, до яких наземні краби не могли дістатися, були вкриті травою. Однак звіт Південно-Західного наукового центру рибальства Національного управління океанічних і атмосферних досліджень від 2005 року засвідчив, що після появи у 2000 році на острові пацюків та збільшення їх чисельності популяція як крабів, так і птахів на острові зменшилася, що, у свою чергу, призвело до відповідного збільшення площі чагарникового покриву та площі кокосових гаїв. У звіті наполегливо рекомендувалося знищити пацюків, які полюють на птахів і крабів, щоб площа рослинного покриву могла зменшитися і острів повернувся до свого «долюдського» стану.
Хоча флорі та фауні Кліппертона протягом короткого періоду проживання на ньому людей була завдана значна шкода, острів все ще вважається однією з найменш порушених екосистем у Тихому океані. Незважаючи на численні пропозиції, острів не перебуває під захистом жодної природоохоронної території. Наразі Кліппертон відвідують переважно французькі кораблі, нечасті наукові експедиції та американські рибалки, які іноді виходять на берег. Загалом доступ до острова ускладнений небезпечними океанічними хвилями. Проте дослідницька експедиція 1994 року зафіксувала численні покинуті якорі для човнів безпосередньо біля берега та кілька човнів і яхт для вилову тунця в прилеглих водах. Була висловлена пропозиція про будівництво причалу в лагуні, але від неї відмовилися. На острові працювали метеорологічні станції, і існує ймовірність будівництва посту супутникового спостереження, що може призвести до подальших порушень.